# اينزو مارتينيلي
اينزو مارتينيلي (بالإيطالية: Enzo Martinelli)‏ هو رياضياتي إيطالي، ولد في 11 نوفمبر 1911 في بيسكيا في إيطاليا، وتوفي في 27 أغسطس 1999 في روما في إيطاليا.